# Lijst van kunstwerken in het Mauritshuis/H
Lijst van kunstwerken in het Mauritshuis en de Galerij Prins Willem V in Den Haag met werken van kunstenaars van wie de naam begint met de letter H. Vermeldingen in het grijs geven aan dat het werk geen deel meer uitmaakt van de collectie, bijvoorbeeld omdat het in bruikleen gegeven is aan een andere instelling of omdat het teruggegeven is aan de bruikleengever.
| Inventaris-nummer | Maker                                      | Titel | Datering      | Type          | Afbeelding |
| ----------------- | ------------------------------------------ | --- | ------------- | ------------- | ---------- |
| 813               | Tethart Haag                               | Orang oetang uit de dierentuin van stadhouder Willem V, een appel plukkend | 1777          | Schilderij    |            |
| 46                | Joris van der Haagen                       | Panorama bij Arnhem | 1649          | Schilderij    |            |
| 47                | Joris van der Haagen                       | Panorama bij Arnhem met de Rijnpoort | 1649          | Schilderij    |            |
| 22                | Cornelis Cornelisz. van Haarlem            | De kindermoord te Bethlehem | 1591          | Schilderij    |            |
| 23                | Cornelis Cornelisz. van Haarlem            | De bruiloft van Peleus en Thetis | Ca. 1592-1593 | Schilderij    |            |
| 918               | Naar Cornelis Cornelisz. van Haarlem       | De verdorvenheid van de mensheid voor de zondvloed | 1577-1954     | Schilderij    |            |
| 470               | Jan Hackaert                               | Italiaans landschap | 1643-1685     | Schilderij    |            |
| 1039              | Jan Hackaert                               | Hertenjacht in een bos | 1660-1685     | Schilderij    |            |
| 266               | Willem van Haecht                          | Apelles schildert Campaspe | Ca. 1630      | Schilderij    |            |
| 601               | Jan van Haensbergen                        | Stilleven met kantelbeker | 1665          | Schilderij    |            |
| 135               | Jan van Haensbergen                        | Badende nimfen | Ca. 1665      | Schilderij    |            |
| 720               | Jan van Haensbergen                        | Portret van Pieter Dierquens | 1690          | Schilderij    |            |
| 1060              | Dirck Hals                                 | Vrolijk gezelschap | 1633          | Schilderij    |            |
| 771               | Dirck Hals                                 | Het gehoor Zie De vijf zintuigen | 1636          | Schilderij    |            |
| 772               | Dirck Hals                                 | Het gevoel Zie De vijf zintuigen | 1636          | Schilderij    |            |
| 773               | Dirck Hals                                 | De smaak Zie De vijf zintuigen | 1636          | Schilderij    |            |
| 774               | Dirck Hals                                 | De gezicht Zie De vijf zintuigen | 1636          | Schilderij    |            |
| 775               | Dirck Hals                                 | De reuk Zie De vijf zintuigen | 1636          | Schilderij    |            |
| 459               | Frans Hals                                 | Portret van Jacob Olycan Zie Portretten van Jacob Olycan en Aletta Hanemans | 1625          | Schilderij    |            |
| 460               | Frans Hals                                 | Portret van Aletta Hanemans Zie Portretten van Jacob Olycan en Aletta Hanemans | 1625          | Schilderij    |            |
| 1032              | Frans Hals                                 | Lachende jongen | Ca. 1625      | Schilderij    |            |
| 618               | Frans Hals                                 | Portret van een man | Ca. 1634      | Schilderij    |            |
| 928               | Frans Hals                                 | Portret van een man | Ca. 1660      | Schilderij    |            |
| 756               | Harmen Hals                                | Rokende boer | 1650-1669     | Schilderij    |            |
| 623               | Nicolaes Hals                              | Lezend meisje | Ca. 1660      | Schilderij    |            |
| 693               | Adriaen Hanneman                           | Portret van een man | Ca. 1637      | Schilderij    |            |
| 241               | Adriaen Hanneman                           | Portret van Constantijn Huygens en zijn vijf kinderen | 1640          | Schilderij    |            |
| 588               | Adriaen Hanneman                           | Portret van Cornelis van Aerssen, heer van Sommelsdijk | 1658          | Schilderij    |            |
| 429               | Adriaen Hanneman                           | Portret van Maria Henriëtte Stuart met een page | Ca. 1664      | Schilderij    |            |
| 596               | Willem Claesz. Heda                        | Stilleven met roemer en horloge | 1629          | Schilderij    |            |
| 936               | Willem Claesz. Heda                        | Stilleven met Nautilusbeker | 1640          | Schilderij    |            |
| 50                | Cornelis de Heem                           | Fruitstilleven | Ca. 1670      | Schilderij    |            |
| 613               | Jan Davidsz. de Heem                       | Stilleven met boeken en een viool | 1628          | Schilderij    |            |
| 48                | Jan Davidsz. de Heem                       | Pronkstilleven met fruit en een juwelenkist | Ca. 1650-1655 | Schilderij    |            |
| 49                | Jan Davidsz. de Heem                       | Guirlande van vruchten en bloemen | 1650-1660 (?) | Schilderij    |            |
| 1099              | Jan Davidsz. de Heem                       | Vaas met bloemen | Ca. 1670      | Schilderij    |            |
| 51                | Maarten van Heemskerck                     | De aanbidding der herders | 1546          | Schilderij    |            |
| 52                | Maarten van Heemskerck                     | De aanbidding der koningen | 1546          | Schilderij    |            |
| 801               | Hendrick Heerschop                         | Het bezoek aan de dokter | 1668          | Schilderij    |            |
| 1055              | Antoon François Heijligers                 | Interieur van de Rembrandtzaal in het Mauritshuis in 1884 | 1884          | Schilderij    |            |
| 54                | Bartholomeus van der Helst                 | Portret van Paulus Potter | 1654          | Schilderij    |            |
| 568               | Bartholomeus van der Helst                 | Portret van een man Zie Portretten van een man en een vrouw | 1660          | Schilderij    |            |
| 569               | Bartholomeus van der Helst                 | Portret van een vrouw Zie Portretten van een man en een vrouw | 1659          | Schilderij    |            |
| 545               | Bartholomeus van der Helst                 | Portret van een jonge vrouw | 1663          | Schilderij    |            |
| 1067              | Jan Sanders van Hemessen                   | Allegorie op de natuur als voedster van de kunst | Ca. 1550      | Schilderij    |            |
| 827               | Wybrand Hendriks                           | Portret van Jacob Feitema en Elizabeth de Haan | 1790          | Schilderij    |            |
| 55                | Willem de Heusch                           | Bergachtig landschap in Italië | Ca. 1650-1690 | Schilderij    |            |
| 56                | Willem de Heusch                           | Bergachtig rivierlandschap in Italië | Ca. 1650-1690 | Schilderij    |            |
| 815               | Jan van der Heyden                         | De kerk van Veere | 1660-1712     | Schilderij    |            |
| 531               | Jan van der Heyden                         | Stilleven met bijbel | 1664          | Schilderij    |            |
| 868               | Jan van der Heyden                         | Gezicht op de Oudezijds Voorburgwal met de Oude Kerk in Amsterdam | Ca. 1670      | Schilderij    |            |
| 53                | Jan van der Heyden en Adriaen van de Velde | De Andreaskerk in Düsseldorf | 1667          | Schilderij    |            |
| 546               | Paulus van Hillegaert                      | De prinsen van Oranje en familieleden op het Buitenhof, Den Haag | Ca. 1621-1622 | Schilderij    |            |
| 1015              | Toegeschreven aan Lawrence Hilliard        | Portret van Jacobus I, koning van Engeland | Ca. 1610      | Miniatuur     |            |
| 899               | Meindert Hobbema                           | Landschap bij Deventer | Ca. 1662-1663 | Schilderij    |            |
| 884               | Meindert Hobbema                           | Een watermolen | Ca. 1664      | Schilderij    |            |
| 1061              | Meindert Hobbema                           | Boerenhoeven in een boslandschap | Ca. 1665      | Schilderij    |            |
| 1105              | Meindert Hobbema                           | Boslandschap met boerenhoeven | Ca. 1665      | Schilderij    |            |
| 743               | Meindert Hobbema                           | Landschap met twee watermolens | Ca. 1670      | Schilderij    |            |
| 276               | Hans Holbein (II)                          | Portret van Robert Cheseman | 1533          | Schilderij    |            |
| 277               | Hans Holbein (II)                          | Portret van een edelman met havik | 1542          | Schilderij    |            |
| 278               | Atelier van Hans Holbein (II)              | Portret van Jane Seymour | Ca. 1540      | Schilderij    |            |
| 279               | Naar Hans Holbein (II)                     | Portret van Desiderius Erasmus | 1523-1821     | Schilderij    |            |
| 275               | Heet(te) Hans Holbein (II)                 | Portret van een Zuid-Duitse vrouw | Ca. 1520-1525 | Schilderij    |            |
| 405               | Gijsbert d'Hondecoeter                     | Haan en kippen in een landschap | 1619-1653     | Schilderij    |            |
| 627               | Gijsbert de Hondecoeter                    | Haan en kippen in een landschap | 1651 (?)      | Schilderij    |            |
| 62                | Melchior d'Hondecoeter                     | Kippen en eenden | Ca. 1660-1690 | Schilderij    |            |
| 59                | Melchior d'Hondecoeter                     | De raaf wordt beroofd van de veren waarmee hij zich had getooid | 1671          | Schilderij    |            |
| 61                | Melchior d'Hondecoeter                     | Ganzen en eenden | Ca. 1680      | Schilderij    |            |
| 60                | Melchior d'Hondecoeter                     | Landschap met uitheemse dieren | Ca. 1690-1692 | Schilderij    |            |
| 968               | Toegeschreven aan Melchior de Hondecoeter  | Dode haan, hangend aan een spijker | Ca. 1670      | Schilderij    |            |
| 1107              | Gerard van Honthorst                       | De vioolspeelster | 1626          | Schilderij    |            |
| 65                | Gerard van Honthorst                       | Fruitplukkend kind | Ca. 1632      | Schilderij    |            |
| 104               | Gerard van Honthorst                       | Dubbelportret van Frederik Hendrik, prins van Oranje (1584-1647) en zijn echtgenote Amalia van Solms-Braunfels (1602-1675)                                                                | Ca. 1637-1638 | Schilderij    |            |
| 428               | Gerard van Honthorst en atelier            | Portret van Frederik Willem I, keurvorst van Brandenburg, en zijn echtgenote Louise Henriette van Nassau                                                                                  | Ca. 1647      | Schilderij    |            |
| 63                | Gerard van Honthorst                       | Portret van Willem II, prins van Oranje | 1647-1656     | Schilderij    |            |
| 64                | Gerard van Honthorst                       | Portret van prins Willem III (1650-1702) en zijn tante Maria van Nassau (1642-1688) als kinderen                                                                                          | 1653          | Schilderij    |            |
| 430               | Naar Gerard van Honthorst                  | Portret van Frederik Hendrik | 1640-1650     | Schilderij    |            |
| 835               | Pieter de Hooch                            | Een binnenplaats met een rokende man en een drinkende vrouw | Ca. 1658-1660 | Schilderij    |            |
| 66                | Samuel van Hoogstraten                     | Perspectief met een brieflezende vrouw | Ca. 1662-1667 | Schilderij    |            |
| 57                | Gerard Houckgeest                          | Kooromgang van de Nieuwe Kerk, met het grafmonument van Willem I, prins van Oranje | 1651          | Schilderij    |            |
| 58                | Gerard Houckgeest                          | Het grafmonument van Willem I, prins van Oranje, in the Nieuwe Kerk te Delft | 1651          | Schilderij    |            |
| 373               | Jean Antoine Houdon                        | Buste van Pierre André de Suffren de Saint-Tropez | 1786-1787     | Beeldhouwwerk |            |
| 68                | Jan van Huchtenburg                        | Ruitergevecht | 1662-1733     | Schilderij    |            |
| 69                | Jan van Huchtenburg                        | Aanval op een konvooi | Ca. 1670-1690 | Schilderij    |            |
| 67                | Jan van Huchtenburg                        | Ruiterportret van Hendrik Casimir II (1657-1696), stadhouder van Friesland, Groningen en Drenthe                                                                                          | 1692          | Schilderij    |            |
| 72                | Jan van Huijsum                            | Italiaans landschap | 1697-1749     | Schilderij    |            |
| 70                | Jan van Huijsum                            | Fruitstilleven | Ca. 1724      | Schilderij    |            |
| 71                | Jan van Huijsum                            | Bloemstilleven | Ca. 1724      | Schilderij    |            |
| 1113              | Jan van Huijsum                            | Arcadisch landschap met borstbeeld van Flora Zie Arcadische landschappen met borstbeeld van Flora en de genezing van een verlamde door Petrus en Johannes                                 | 1724-1725     | Schilderij    |            |
| 1114              | Jan van Huijsum                            | Arcadisch landschap met de genezing van een verlamde door Petrus en Johannes Zie Arcadische landschappen met borstbeeld van Flora en de genezing van een verlamde door Petrus en Johannes | 1724-1725     | Schilderij    |            |
| 1214              | Jacob van Hulsdonck                        | Rozen in een glazen vaas | Ca. 1640-1645 | Schilderij    |            |
| 792               | Ozias Humphry                              | Portret van een man Zie Portretten van een man en een vrouw | 1757-1810     | Schilderij    |            |
| 793               | Ozias Humphry                              | Portret van een vrouw Zie Portretten van een man en een vrouw | 1757-1810     | Schilderij    |            |